# Weltmeisterschaften im Gewichtheben 1923
Die 22. Weltmeisterschaften im Gewichtheben fanden vom 8. bis zum 9. September 1923 in der österreichischen Hauptstadt Wien statt. An den von der International Weightlifting Federation (IWF) im Vierkampf ausgetragenen Wettkämpfen nahmen 76 Gewichtheber aus sieben Nationen teil.

## Medaillengewinner
| Disziplin           | Gold            | Silber            | Bronze          |
| ------------------- | --------------- | ----------------- | --------------- |
| Federgewicht        | Andreas Stadler | Wilhelm Rosinek   | Emil Kliment    |
| Leichtgewicht       | Rudolf Edinger  | Heinrich Baumann  | Bohumil Durdis  |
| Mittelgewicht       | Karl Freiberger | Leopold Friedrich | Alberts Ozoliņš |
| Leichtschwergewicht | Jaroslav Skobla | Sebastian Haberl  | August Böhnel   |
| Superschwergewicht  | Franz Aigner    | Josef Leppelt     | Georg Schrammel |

## Medaillenspiegel
Die Platzierungen im Medaillenspiegel sind nach der Anzahl der gewonnenen Goldmedaillen sortiert, gefolgt von der Anzahl der Silber- und Bronzemedaillen (lexikographische Ordnung). Weisen zwei oder mehr Nationen eine identische Medaillenbilanz auf, werden sie alphabetisch geordnet auf dem gleichen Rang geführt.
| Rang | Nation           | Gold | Silber | Bronze | Gesamt |
| ---- | ---------------- | ---- | ------ | ------ | ------ |
| 1.   | Österreich       | 4    | 4      | 3      | 11     |
| 2.   | Tschechoslowakei | 1    | 0      | 1      | 02     |
| 3.   | Deutsches Reich  | 0    | 1      | 0      | 01     |
| 4.   | Lettland         | 0    | 0      | 1      | 01     |